# Dalibor Tolaš
Dalibor Tolaš (19. července 1960, Ostrava – 19. dubna 2024, Plzeň) byl český operní pěvec, barytonista.
Po krátkém působení v Ostravě získal první sólové angažmá v roce 1984 v operním souboru v Ústí nad Labem. V letech 1990 až 2024 byl sólistou opery Divadla Josefa Kajetána Tyla. Hostoval na mnoha českých operních scénách, ale i v Evropě a v Japonsku. 
Je držitelem Ceny Českého literárního fondu (1986), Ceny Svazu českých dramatických umělců (1987) a laureátem soutěže Mozartova Praha (1989). Dvakrát byl nominován na cenu Thálie, v roce 1993 za roli Kašpara v Čarostřelci a v roce 2004 za roli Bludného Holanďana.